# Siedliska (województwo łódzkie)
Siedliska – wieś w Polsce położona w województwie łódzkim, w powiecie wieruszowskim, w gminie Sokolniki. Miejscowość wchodzi w skład sołectwa Góry.
| SIMC    | Nazwa     | Rodzaj      |
| ------- | --------- | ----------- |
| 0208551 | Łęki Małe | przysiółek  |
| 0208574 | Szustry   | przysiółek  |
| 0208580 | Szustry   | osada leśna |

W latach 1975–1998 miejscowość należała administracyjnie do województwa kaliskiego.
Przez miejscowość przebiega droga wojewódzka nr 482.